# Saint-Marc-de-Coulonges
Saint-Marc-de-Coulonges, ou Saint-Mard-de-Coulonges, est une ancienne commune française du département de l'Orne et la région Normandie, intégrée à Saint-Ouen-de-Sécherouvre en 1819.

## Géographie
Le territoire communal occupait le tiers sud-est du territoire actuel de Saint-Ouen-de-Sécherouvre.

## Toponymie
Le nom de la localité est attesté sous les formes Coulonges en 1793, Saint-Marc-de-Coulonges en 1801. 
Saint-Marc-de-Coulonges est non loin de Coulonges-sur-Sarthe.

## Histoire
La commune est intégrée à la commune de Saint-Ouen-de-Sécherouvre en 1819.

## Administration
| Période | Période | Identité | Étiquette | Qualité |
| ------- | ------- | -------- | --------- | ------- |
|         |         |          |           |         |

## Démographie
| 1793 | 1800 | 1806 |
| ---- | ---- | ---- |
| 208  | 186  | 235  |

## Lieux et monuments
• L'ancienne église paroissiale Saint-Mard.